# HMS Hannibal (1786)
HMS Hannibal (Корабль Его Величества «Ганнибал») — 74-пушечный линейный корабль третьего ранга. Третий корабль Королевского флота, названный HMS Hannibal в честь карфагенского полководца Ганнибала. Седьмой линейный корабль типа Culloden. Относился к так называемым «обычным 74-пушечным кораблям», нёс на верхней орудийной палубе 18-фунтовые пушки. Заложен в апреле 1783 года. Спущен на воду 15 апреля 1786 года на частной верфи Перри в Блэкуолле. В 1801 году во время сражения в заливе Альхесирас сел на мель, после чего был захвачен французами. Позднее служил во французском флоте под именем Annibal. Разобран в 1824 году.

## Начало службы
Hannibal был введен в эксплуатацию в августе 1787 года под командованием капитана Роджера Боджера.
В мае 1790 года капитаном Hannibal был назначен Джон Колпойс. С августа 1791 года он служил в качестве сторожевого корабля в Плимуте. Когда к концу 1792 году возникла угроза войны с Францией, всем сторожевым кораблям с трех морских портов было приказано собраться в Спитхеде. Hannibal и другие корабли из Плимута покинули свой порт 11 декабря и прибыли в Спитхед на следующий день. Сторожевые корабли с других портов прибыли позднее.
15 февраля 1793 года Hannibal и Hector были отправлены в круиз, во время которого они встретили два французских фрегата, однако те смогли уйти от преследования. 23 февраля они захватили французское торговое судно Etoille дю Matin. Hannibal и Hector вернулись в Англию 4 марта. Затем они были переведены на службу в Вест-Индию и 24 марта отправились туда в составе флота под командованием контр-адмирала сэра Алана Гарднера. Hannibal вернулся в Великобританию в начале 1794 года, послечего прошел ремонт в Плимуте с марта по декабрь.
Утром 10 апреля 1795 года Hannibal, под командованием капитана Джона Маркхэма, в составе английской эскадры, состоящей из пяти линейных кораблей и трех фрегатов, под командованием контр-адмирала Джона Колпойса, обнаружил три неизвестных судна на
северо-западе. Эскадра устремилась в погоню и вскоре настигла три французских фрегата. Один из них открыл огонь по Colossus, который открыл ответный огонь, нанеся фрегату серьезные повреждения. Затем фрегаты разделились, два ушли курсом на запад, а третий (36-пушечный Gloire) на северо-запад. В результате последовавшей погони Gloire был захвачен 32-пушечным британским фрегатом Astræa, позже экипажем Hannibal был захвачен второй фрегат, Gentille, третий же фрегат, Fraternité, смог уйти от преследования. Во время боя Gentille потерял восемь человек убитыми и пятнадцать ранеными; на борту Hannibal было четверо раненых. Впоследствии Gentille был принят в состав Королевского флота под прежним названием.
Десять английских военных кораблей, в том числе и Hannibal, разделили призовые деньги от повторного захвата Caldicot Castle 28 марта 1795 года и захвата 30 марта французского 22-пушечного корвета Jean Bart.
14 мая 1795 года Hannibal отплыл на Ямайку. 21 октября, в то время находясь на станции в Вест-Индии, Hannibal захватил 8-пушечную французскую каперскую шхуну Grand Voltigeur. Три дня спустя он захватил 12-пушечный французский капер Convention. 13 ноября он захватил французский капер Petit Tonnerre. Маркхэм покинул свой пост в декабре. Его преемником в январе 1796 года стал капитан Льюис. 27 января 1796 года Hannibal и Sampson захватили 14-пушечный капер Alerte.
Капитан Роберт Кэмпбелл принял командование Hannibal в апреле 1798 года. Капитан Смит сменил его в октябре, и оставался в этой должности до 1800 года, когда его сменил капитан Джон Лоринг.

## Потеря Hannibal
Капитан Соломон Феррис принял командование Hannibal в марте 1801 года. Под его командованием он отплыл из Спитхеда 6 июня 1801 года чтобы 12 июня присоединиться к эскадре контр-адмирала сэра Джеймса Сумареса в бухте Коусэнд, после чего эскадра отправилась в Средиземное море.
Утром 6 июля эскадра Сумареса из шести линийных кораблей на рейде Альхесираса атаковала французскую эскадру контр-адмирала Линуа из трёх линейных кораблей и фрегата. Hannibal был последним в британской линии, в начале боя он стал на якорь впереди Caesar, флагмана Сумареса. С этой позиции он более часа вёл огонь по противнику. Около 10 часов Сумарес приказал Феррису сняться с якоря и подойти к Pompee, чтобы поддержать его в сражении с Formidable, флагманом Линуа. Во время маневрирования переменный ветер толкнул Hannibal на мелководье и он прочно сел на мель. Тем не менее, со своей неподвижной позиции Феррис продолжал вести огонь по Formidable теми из его орудий, которые могли быть наведены на французский корабль, остальные пушки обстреливали город, береговые батареи и канонерские лодки. Сумарес послал лодки Caesar и Venerable чтобы помочь Hannibal сняться с мели, но одно из ядер разбило шлюпку Caesar; Феррис затем отправил одну из своих шлюпок чтобы доставить людей обратно на Caesar. Примерно в 13:30 британские корабли отошли к Гибралтару, оставив Hannibal на произвол судьбы.
Феррис посовещался со своими офицерами и решил, что дальнейшее сопротивление бессмысленно, и что единственный способ спасти
жизни оставшихся членов экипажа сдаться французам. К этому моменту огонь с Hannibal сократился почти до нуля, так как Феррис приказал своим людям укрыться под палубой. Затем он сообщил о своей капитуляции подняв перевернутый флаг. Сражение обошлось Hannibal в 75 человек убитыми и 62 ранеными, ещё шесть человек пропали без вести.
Капитан Джордж Дандас, который решил, что сигнал с Hannibal означает просьбу о помощи, послал лодки Calpe, чтобы снять с Hannibal уцелевших членов экипажа. Французы задержали лодки и их экипажи, в том числе Сайкса, лейтенанта с Calpe; после нескольких бортовых залпов по береговым батареям противника Calpe вернулся в Гибралтар. Французы и испанцы были не в состоянии достаточно быстро отремонтировать Hannibal, так что он не принял участие в поражении франко-испанской эскадры в Гибралтарском ночном сражении несколько дней спустя.
Сэр Джеймс Сумарес затем организовал обмен пленными с St Antoine, который был захвачен британцами во второй части боя, на
матросов и офицеров с Hannibal и Calpe. Военно-полевой суд в Портсмуте 1 сентября с честью оправдал капитана Ферриса, его офицеров и экипаж за потерю своего корабля.

## Французская служба
Французы переименовали Hannibal в Annibal. В ноябре 1801 года Racoon сопровождал торговый флот в Гибралтар, прибыв туда 16 ноября. По дороге он попал в сильный шторм в Бискайском заливе. В то время как Racoon оказался рядом с Брестом, он заметил в гавани Hannibal и Speedy, которые находились в стадии ремонта. Оба бывших судна Королевского флота находились под временными мачтами и французскими флагами. Позже, 9 февраля 1802 года Annibal (вместе с Intrépide и Formidable), отплыл из Кадиса в Тулон, где с марта по июнь ему провели еще один ремонт.
Annibal затем служил в составе военно-морского флота Франции до 1821 года (пройдя еще один ремонт в Тулоне в 1809 году). Он был частично переоборудован в 1806 году, когда с его верхней палубы были убраны два орудия, а шестнадцать 32-фунтовых карронад
заменили десять его 9-фунтовых пушек. В мае 1807 года 38-пушечный фрегат Spartan столкнулся с Annibal, двумя фрегатами (Pomone и Incorruptible) и корветом Victorieuse возле Кабрера в Средиземном море, но бежал.
Он оставался на службе до января 1821 года, после чего Annibal был переоборудован в блокшив в Тулоне, и оставался в этом качестве до 1824 года, когда он был отправлен на слом и разобран.